# 田村村隆
田村 村隆（たむら むらたか）は、江戸時代中期の大名。仙台藩一門登米伊達家8代当主、のち陸奥国一関藩の第4代藩主。官位は従五位下・下総守、左京大夫。

## 生涯
元文2年（1737年）5月23日、陸奥仙台藩の第5代藩主・伊達吉村の五男として青葉城にて誕生した。幼名は幸五郎。
寛保2年（1742年）に一門登米伊達家当主・伊達村倫の養子となって伊達村候（むらよし）と名乗り、のち村勝に改名する。
宝暦2年（1752年）5月に陸奥一関藩主・田村村顕の養子に迎えられ、田村村隆に改名、登米伊達家の家督を同母弟の村良に譲る。宝暦5年（1755年）9月24日、村顕の死去に伴い家督を相続し、宝暦6年（1756年）、甥の重村が仙台藩主となると後見人を務める。宝暦13年（1756年）、仙台藩によって蟄居させられていた儒学者の芦東山を赦免するように重村に助言し、実現させた。東山は村隆に一関での学校創設を要望して村隆もこれに賛成し、村隆の没後の天明3年（1783年）の一関学館創設に繋がった。しかし冷害や旱魃が毎年のように相次ぎ、それによって藩財政が破綻寸前に追い込まれ、一関藩士による宗家・仙台藩への直訴事件が3度発生した。
天明2年（1782年）2月6日死去。享年46。養子の村資（村良の長男）が家督を相続した。

## 系譜
父母
- 伊達吉村（実父）
- 倫（於多智の方、恵心院） - 高橋治昌の娘（実母）
- 伊達村倫（養父）
- 田村村顕（養父）

正室
- 幸智（栄寿院） - 伊達村実の娘

養子
- 伊達村良 - 実弟
- 田村村資 - 伊達村良の長男

## 系図
```
長松院
　┣━━━━伊達宗村━━伊達重村
伊達吉村
　┃　　　┏田村村隆
　┣━━━┫
　┃　　　┗伊達村良━━田村村資
恵心院

```